# 每日一篇網上閱讀計劃
每日一篇網上閱讀計劃，簡稱每日一篇，是由香港中文大學和香港教育研究所共同合作創辦的網上學習平台。其策劃人何萬貫表示，他有時會思考怎樣以一些方法提升學生的語文知識，於是他便想到要建立每日一篇網站。2001年，每日一篇網站進入測試階段，期間找來四間學校試驗。2002年10月，開放給香港所有學校試用，次月開始向報名使用的學校收取費用。2003年，SARS冠狀病毒在香港引起疫情，致使當地中小學停課，香港中文大學於是開放每日一篇網站予所有小學及初中學生免費使用。此舉讓它的每天平均瀏覽人次在當時升至260萬。次年，它在流量統計服務Alexa的繁體中文網站排名中排行第52位，在全球網站則排行1,000多位。
每日一篇的用戶需輸入學校編號和自身的號碼登入網站，然後才能閲讀文章。它每天會提供一篇文章予用家閲讀，並依長度分為多個等級。每一篇文章皆有三道選擇題予他們回答。若当中有兩道問題回答正確即被系統視為合格，之後它會把每篇合格文章的字數加總，編製用家的個人成績和龍虎榜。若逹不到上述要求，則系统會要求他們重新作答。它的文章經由多個渠道産生——其中有的取自雜誌，有的則為文章作家向網站提供。

## 歷史
每日一篇由香港中文大學和香港教育研究所共同合作創辦。其策劃人何萬貫表示，他有時會思考怎樣以一些方法提升學生的語文知識，於是他便想到要建立每日一篇網站。他在回顧開發過程時提到，他們在設計時有意讓它的界面相比起其他網站簡單，以讓用家能夠「嚴肅地學習」。2001年，每日一篇網站進入測試階段，期間找來四間學校試驗。2002年10月，開放給香港所有學校試用。
網站在11月1日啟動，開始向報名使用的學校收取費用。2003年，SARS冠狀病毒在香港引起疫情，致使當地中小學停課，香港中文大學於是開放每日一篇網站予所有小學及初中學生免費使用，直到5月15日。此舉讓它的每天平均瀏覽人次在當時升至260萬。次年，它在流量統計服務Alexa的繁體中文網站排名中排行第52位，在全球網站則排行1,000多位。它同年亦在世界閲讀日期間派發貼紙和內置閲讀文章的光碟。2006年，雅虎香港提到在該年得到最多搜尋的項目即為「每日一篇」。
2020年，2019冠状病毒病在香港開始流行，同令學校停課。但與2003年嚴重急性呼吸道症候群疫情相比，學生在疫情期間學習的方式已有轉變——變得不再依靠每日一篇或家長把實體作業從學校運回家中，改以Google Classroom等網路平台發放。

## 內容
每日一篇的用戶需輸入學校編號和自身的號碼登入網站，然後才能閲讀文章。它每天會提供一篇文章予用家閲讀，並依長度分為多個等級。每一篇文章皆有三道選擇題予他們回答。若当中有兩道問題回答正確即被系統視為合格，之後它會把每篇合格文章的字數加總，編製用家的個人成績和龍虎榜。若逹不到上述要求，則系统會要求他們重新作答，最多可重新作答5次。用家累積一定的分數，才可解鎖下一级别的文章。用家可選取级別較高或較低的文章作答，並取得相应的分數。
它的文章經由多個渠道産生。其中有的取自雜誌，有的則為何萬貫、作家小思、中大校長金耀基等人撰寫。2005年，廉政公署舉辦網上閲讀計畫，向每日一篇計劃提供一些它認為能「宣揚正面價值觀」的文章。次年，開始提取《大公報》的「通識新世代」版面文章作刊登之用。

## 迴響
2005年，香港浸會大學教育學系助理教授潘玉琼博士表示，用家用在每日一篇時間比閲讀短，因此效果不如後者。而且欠師生互動，讓人的學習動機減少。何喜華同年在《東方日報》上評論指，出身較貧窮的學生較欠缺接觸電腦的機會，讓他們在存取每日一篇上跟其他人出現落差，並有機會因此而不能達到老師的要求。袁进在《北京青年報》上介紹香港的中文教學時提道，其內置的文章錄音讓認字能力較弱的用家也能完成計劃。

## 外部連結
- 官方網站 （页面存档备份，存于）
- 英文每日一篇